# Андроновка (платформа, Казанское направление МЖД)
Андро́новка (до 20 февраля 2020 года Фре́зер) — остановочный пункт Казанского и Рязанского направлений Московской железной дороги, расположенный на границе районов Перово и Нижегородского в Москве. Своё новое название получил по близлежащей станции МЦК в рамках унификации названий остановочных пунктов. Открыт в 1932 году.

## Расположение и пересадки
Расположен на 1-й Фрезерной улице, недалеко от пересечения путей Казанского направления с Малым кольцом Московской ЖД. Расстояние по путям от Казанского вокзала составляет 8 км. Относится ко второй тарифной зоне, оборудован турникетами. Состоит из двух посадочных платформ, боковой (западной) и островной (восточной). Они имеют небольшой изгиб. Платформы не соединены между собой, перейти можно по подземному переходу. Боковая платформа обслуживает II путь, островная I и IV пути. III путь Казанского направления идёт через сортировочный парк Перово IV станции Перово вдали от платформы.
В непосредственной близости к северо-западу от остановочного пункта Андроновка расположен остановочный пункт Андроновка Московского центрального кольца, на который возможна короткая уличная пересадка. Платформа Андроновка оборудована турникетами и использует единую с метрополитеном систему оплаты проезда.

## История
Открыт в 1932 году. Первоначальное название Фрезер было дано по расположенному поблизости заводу «Фрезер».
Прошёл реконструкцию в середине 2000-х годов, в ходе которой были установлены зелёные полупрозрачные навесы, платформы выложены плиткой, заменены все строения.
Кассы располагаются с обеих сторон путей: как со стороны шоссе Фрезер, так и со стороны станции МЦК Андроновка.
С 10 сентября 2016 года, после открытия пассажирского движения на Московском центральном кольце, есть переход на станцию Андроновка.
В январе 2017 года завершено строительство подземного перехода под тремя путями станции: от территории, примыкающей к станции МЦК Андроновка к платформе в направлении от Казанского вокзала (в область) — средний выход; к платформе в направлении до Казанского вокзала (из области); к остановочному пункту и к разворотному кругу для автобусов г. Москвы; и офисному центру «Олимпия» (здание с надписью «Офис!» на крыше). С открытием подземного перехода наземный переход через пути был закрыт и перекрыт заборами с обеих сторон путей.
20 февраля 2020 года остановочный пункт был переименован из Фрезера в Андроновку в рамках унификации названий станций метро и железных дорог, связанных пересадками.
17 августа 2023 года включена в маршрут линии МЦД-3, в связи с чем рост пассажиропотока на станции составил до 80 %.

## Наземный общественный транспорт
На этой станции можно пересесть на следующие маршруты городского пассажирского транспорта:
- Автобусы: 624, с679